# سلون (نيفادا)
سلون (بالإنجليزية: Sloan)‏ هو مجتمع غير مصنف في مقاطعة كلارك في ولاية نيفادا في الولايات المتحدة الأمريكية. بلع تعداد السكان 105 نسمة حسب تعداد عام 2010. وتحتوي على نقوش ما قبل التاريخ محفوظة بشكل جيد

## معرض صور

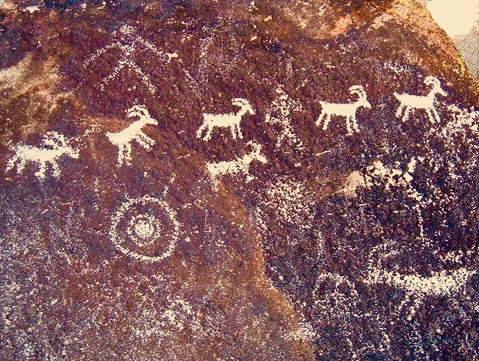
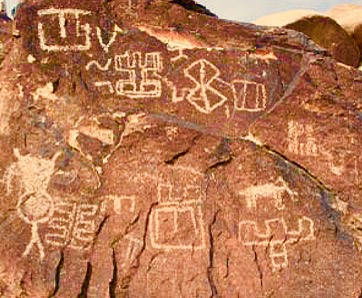
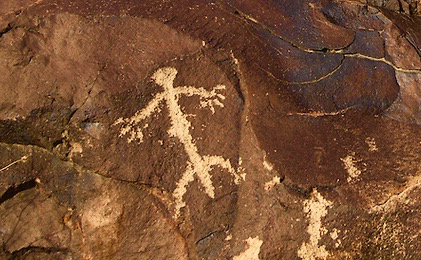
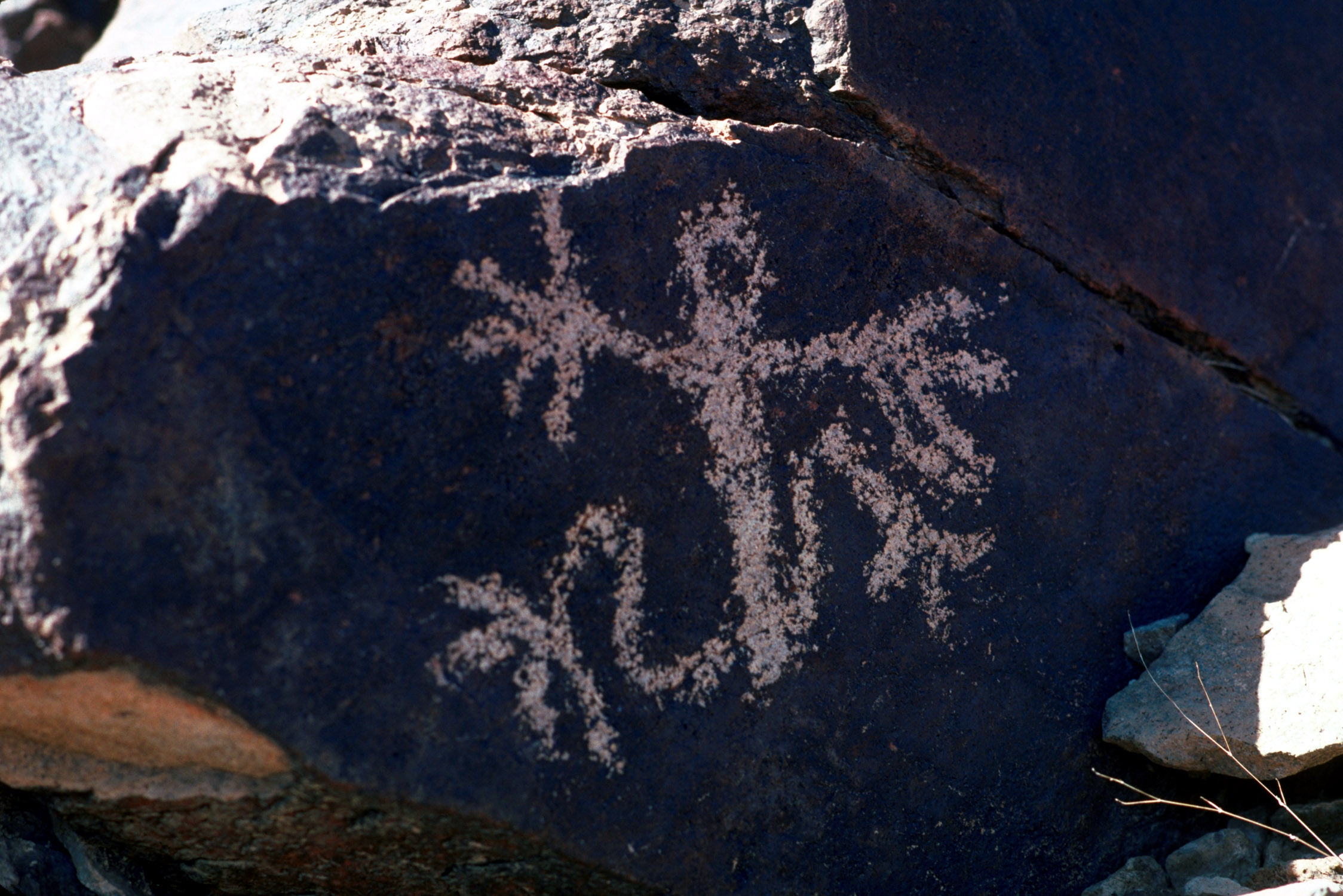